# 愛の蜃気楼 (五輪真弓の曲)
「愛の蜃気楼」（あいのしんきろう）は、五輪真弓が作詞・作曲した楽曲。
1980年5月1日に「砂の城」（すなのしろ）の題名で木の実ナナに提供され、同年9月6日に発売された五輪のアルバム『恋人よ』で「愛の蜃気楼」と改題・収録された。

## 概要
自分の目に映る “愛” とは “蜃気楼” のようなものであると恋愛観を俯瞰して描かれ唄われた作品である。編曲は、木の実ナナ盤が船山基紀、五輪盤がミッシェル・ベルナルクによる。
本作はまず木の実ナナのシングル曲として提供された（「砂の城」1980年5月1日発売、レーベル：BOURBON、規格品番：BMA-1039）。同年のうちに五輪の大ヒットアルバム『恋人よ』にもセルフカバーで収録。その際に「愛の蜃気楼」と改題された。様々な “愛” を描いた同アルバムのクロージング曲となっている。
1980年に放送された『港町純情シネマ』（TBS系列）主題歌として、また翌1989年3月24日に放送されたテレビドラマ『望郷・中国服の女』（FNN系列・大映テレビ）でエンディング曲として用いられたことで知られる。
木の実ナナのシングルはそれほどヒットせず、五輪のセルフカバーもアルバムの中の一曲であり “隠れた名曲” としてファンに知られている程度であったが、ドラマ主題歌として起用されたことで徐々に認知されるようになった。
本作はベトナムにおいて「Sa mạc tình yêu」（ベトナム語:「砂漠の愛」）というタイトルで、様々な歌手によってカバーされている。
後年、五輪がNHK放送の歌謡番組に出演した折に本作を歌唱、新たな編曲で披露した。

## 備考
- JASRAC作品コードは、043-4024-8[4]。「砂の城」で登録されている（「愛の蜃気楼」は副題）[4]。
- 出版者は、ロレイユ（L'OREILLE.）となっている[4]。